# Aunt Bea's Pickles
Aunt Bea's Pickles is de vijfentwintigste aflevering van het achtste seizoen van het tienerdrama Beverly Hills, 90210, die voor het eerst werd uitgezonden op 25 maart 1998.

## Plot
Valerie is jarig en David heeft besloten om voor haar een surprise party te geven en nodigt de rest van de vriendengroep uit bij zijn huis. Als David en Valerie thuiskomen wachten de vrienden binnen op hen, buiten vertelt Valerie nog even aan David hoe blij zij is dat ze alleen kunnen zijn. De verrassing is groot bij Valerie als zij binnenkomt en iedereen opspringt. Als zij net over de schrik heen is gekomen dan komt er nog een grote verrassing, haar moeder en de vader van Kelly vertellen dat zij gaan trouwen. Dit nieuws slaat in als een bom bij Valerie en ook bij Kelly die beseft nu dat zij en Valerie stiefzusters worden. Valerie en Kelly besluiten nu samen te gaan werken om hun vader en moeder uit elkaar te drijven zodat ze afzien van de bruiloft. Ondanks hun inspanningen gaat de bruiloft gewoon door en de grote dag breekt aan. Als iedereen in de kerk wacht op het bruidspaar blijkt dat de bruidegom Bill op zich laat wachten, Bill gaat langs bij Kelly en vertelt haar dat hij niet door kan gaan met de bruiloft en vraagt haar dit te zeggen tegen de bruid Abby. Kelly weigert dit op het eerste moment en zegt haar vader dat hij een lafaard is. Bill smeekt haar en loopt weg en Kelly gaat naar de kerk en vertelt aan Abby wat er gebeurd is, dit tot grote teleurstelling van haar.
Donna komt erachter dat Noah een afspraak heeft gemaakt met een winkelier over het terugkopen van de onverkochte kleding en wordt boos op hem. Noah probeert het uit te leggen dat hij dit gedaan heeft om haar zelfvertrouwen terug te laten winnen. Donna vraagt hem om haar te vertrouwen en Noah en Donna willen het proberen om door te gaan en hopen dat er kleding verkocht wordt.
Brandon besluit om een baan aan te nemen bij de grote krant Chronicle, dit tot grote teleurstelling van Steve maar die beseft dat hij Brandon niet tegen kan houden en wenst hem succes. Als Brandon aangenomen wordt bij de Chronicle komt hij erachter dat hij aangenomen is omdat hun journalisten aan het staken is en de krant moet toch uitkomen. Eerst heeft Brandon hier moeite mee maar besluit toch om te gaan werken daar en maakt zich hiermee niet populair onder de journalisten die aan het staken zijn. Na een gesprek met een journalist beseft Brandon dat hij hier toch niet goed aan gedaan heeft en besluit terug te gaan naar Steve.
Ondertussen is Steve bezig om Jill bij haar man te krijgen waar ze al die liefdesbrieven naartoe geschreven heeft. Hij bedenkt een plan om iemand zich voor te laten doen als die man en haar laten afknappen op hem zodat zij naar Steve gaat, maar op het laatste moment besluit hij hier niet mee door te gaan en stelt Jill en de mysterieuze man aan elkaar voor. Steve komt later Jill weer tegen en hoort van haar dat zij de man heel leuk vindt en dit doet pijn bij Steve, maar Jill vertelt dan dat zij Steve nog leuker vindt.

## Rolverdeling
- Jason Priestley - Brandon Walsh
- Jennie Garth - Kelly Taylor
- Ian Ziering - Steve Sanders
- Brian Austin Green - David Silver
- Tori Spelling - Donna Martin
- Tiffani Thiessen - Valerie Malone
- Joe E. Tata - Nat Bussichio
- Lindsay Price - Janet Sosna
- Vincent Young - Noah Hunter
- Michelle Phillips - Abby Malone
- John Reilly - Bill Taylor
- Bob Kirsh - Donald Tucker
- Nicole Forester - Jill Reiter
- Michael Cavanaugh - Tim McCourt